# Samuel Déglon
Pour les articles homonymes, voir Déglon.
Paul-Samuel Déglon, plus connu sous le nom de Samuel Déglon, né le 9 octobre 1801 à Curtilles et mort le 28 janvier 1872 dans la même commune, est une personnalité politique suisse, membre de la Gauche Libérale (futur parti radical-démocratique). Il est député du canton de Vaud au Conseil national de 1856 à 1862.

## Biographie
Paul-Samuel Déglon naît le 9 octobre 1801 à Curtilles, dans le canton de Vaud. Protestant, originaire de Moudon et de Curtilles, il est le fils de Jean-Daniel Déglon, instituteur, et de Suzanne Marguerite Clot. Il épouse Sabine Magdeleine Briod.
Agriculteur à Curtilles, il est en outre greffier de la justice de paix du cercle de Lucens entre 1830 et 1846. Il préside le tribunal de district de Moudon de 1846 à 1870. Il est major d'infanterie dans l'armée suisse.

### Carrière politique
Il est député des Radicaux/Gauche Libérale (aile gauche du parti libéral) au Grand Conseil vaudois de 1845 à 1851 et conseiller national de 1856 à 1862,.